# 나디아 그레이

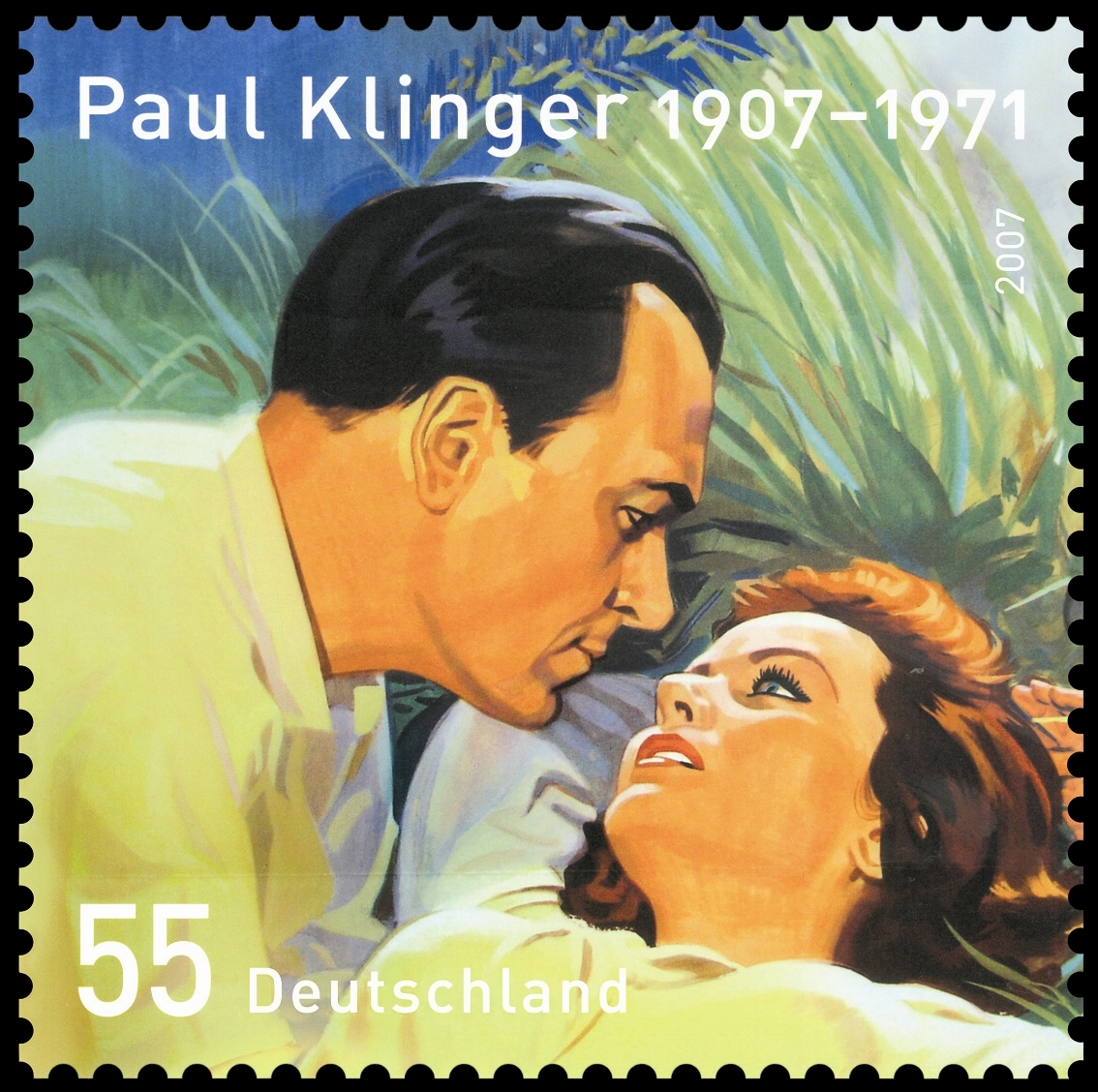

나디아 그레이(Nadia Gray, 1923년 11월 23일 ~ 1994년 6월 13일)는 루마니아의 영화배우이다.
부쿠레슈티에서 태어났으며 뉴욕에서 사망하였다.

## 영화
- 더 네이키드 러너 (1967년)
- 세상에서 가장 오래된 직업 (1967, Le Plus Vieux Métier du monde)
- 언제나 둘이서 (1967년)
- 미스터 토파즈 (1961년)
- 당신 미안해요 (1957년)